# Proceso de Bakú
Proceso de Bakú se inició por la República de Azerbaiyán en el año de 2008 para establecer un diálogo eficaz y eficiente entre las culturas y las civilizaciones.

## Declaración de Bakú
A iniciativa de Azerbaiyán por primera vez 10 países islámicos fueron invitados a la conferencia de los ministros de cultura del Consejo de Europa el 2–3 de deiciembre de 2008. En esta conferencia se aprobó la "Declaración de Bakú”. A iniciativa de Azerbaiyán el 13 – 15 de octubre de 2009 más de 10 países europeos participaron en la VI Conferencia de Ministros de la Cultura de países islámicos en Bakú. En el marco de la conferencia se ha aceptado el comunicado conjunto entre los miembros del Consejo de Europa y de la Organización para la Cooperación Islámica.

## Transformación del Proceso de Bakú en Movimiento Global
Desde el año de 2010 el Proceso de Bakú se empezó a ser un movimiento global. El 23 de septiembre de 2010 en la 65.ª sesión de la Asamblea General de las Naciones Unidas el presidente de la República de Azerbaiyán declaró la organización del Foro Mundial en Diálogo Intercultural en Bakú.

## Primer Foro Mundial en Diálogo Intercultural
El 7-9 de abril de 2011 Primer Foro Mundial en Diálogo Intercultural se organizó en Bakú con el apoyo de UNESCO, Alianza de Civilizaciones de ONU, el Norte-Sur del Consejo de Europa y el Consejo de Europa y la ISESCO.

### Participantes del Foro
•	Representantes oficiales de 102 países
•	Personas principales de más de 10 organizaciones internacionales
•	Ministros de 20 países
•	Representantes de famosos medios de prensa
•	Casi 500 representantes extranjeros de países en todos los continentes del mundo

### Eventos realizados en el marco del Foro

#### Sesiones
•	“Comprensión intercultural y diversidad cultural para lograr la paz y el diálogo
•        “Diálogo intercultural: cultura, arte y patrimonio”
•	“Mujeres como participantes importantes del diálogo intercultural”
•	“Influencia de tecnología, medios sociales y periodismo en relaciones interculturales”
•	“Diálogo intercultural entre religiones mundiales”
•	“Iniciativas y proyectos nuevos para el desarrollo del diálogo y de la cooperación intercultural” 

#### Conferencia
La conferencia internacional de la filosofía de diálogo y de la diversidad cultural en el mundo moderno (organizado por la Academia Nacional de Ciencias de Azerbaiyán).

#### Seminarios
•	Seminario de  los alcaldes y los representantes de las ciudades miembro del proyecto “Ciudades Interculturales” (organizado por el Consejo de Europa)
•	"Tradiciones y Perspectivas de Diálogo Intercultural en la CEI (Comunidad de Estados Independientes): Cultura, Educación, Comunicación" (organizado por la República de Azerbaiyán)

#### Congreso
El Primer Congreso del Movimiento Global de Juventud para Civilización

#### Exposición
"Judíos, cristianos y musulmanes: Diálogo Intercultural en los Manuscritos Medievales" (con la coorganización de Azerbaiyán y Austria).

#### Representación
Cuento de viento
"Los Cuentos de Viento" - por los artistas azerbaiyanos y lituano en el marco del proyecto "Diálogo de Capitales de la Cultura”.

#### Fundación de “5 A- Plataforma de Cooperación Intercultural”
"5 A - Plataforma de Cooperación Intercultural" se estableció a iniciativa de Azerbaiyán para desarrollar la cooperación cultural en el marco del Primer Foro Mundial en Diálogo Intercultural. Los nombres de los continentes de Europa, Asia, América, África, Australia  empieza con "A" en azerí por eso el nombre simbólico de la plataforma nueva se identificó como "5 A".

#### Publicación del Foro
Primer Foro Mundial de Diálogo Intercultural se ha transmitido por Euronews 20 veces a la semana en 10 lenguas.

#### Consejo de Coordinación del Foro
El Ministerio de Cultura y Turismo de la República de Azerbaiyán se ha determinado como la junta coordinadora por la organización del foro por el Decreto n.º 432 de fecha 27 de mayo de 2011 del Presidente de la República de Azerbaiyán.

## Segundo Foro Mundial en Diálogo Intercultural

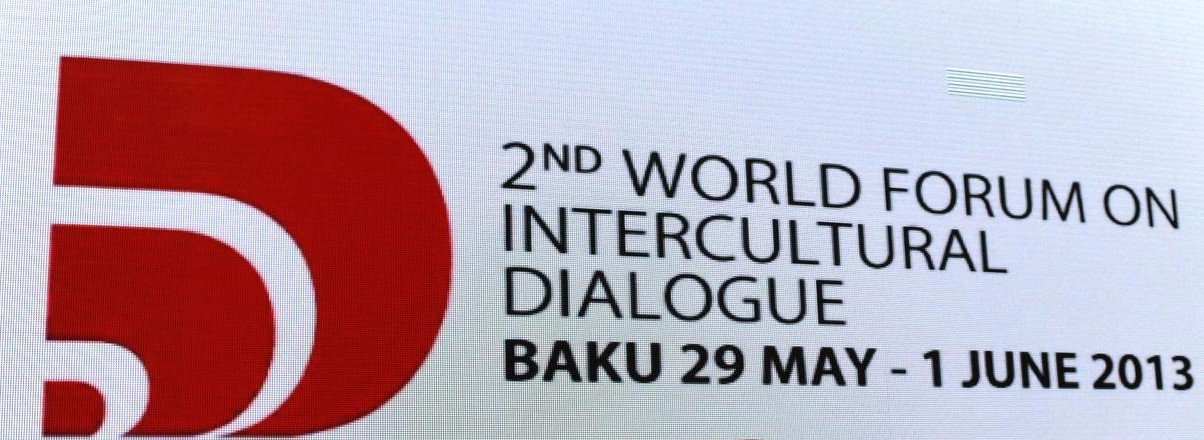
Segundo Foro Mundial en Diálogo Intercultural

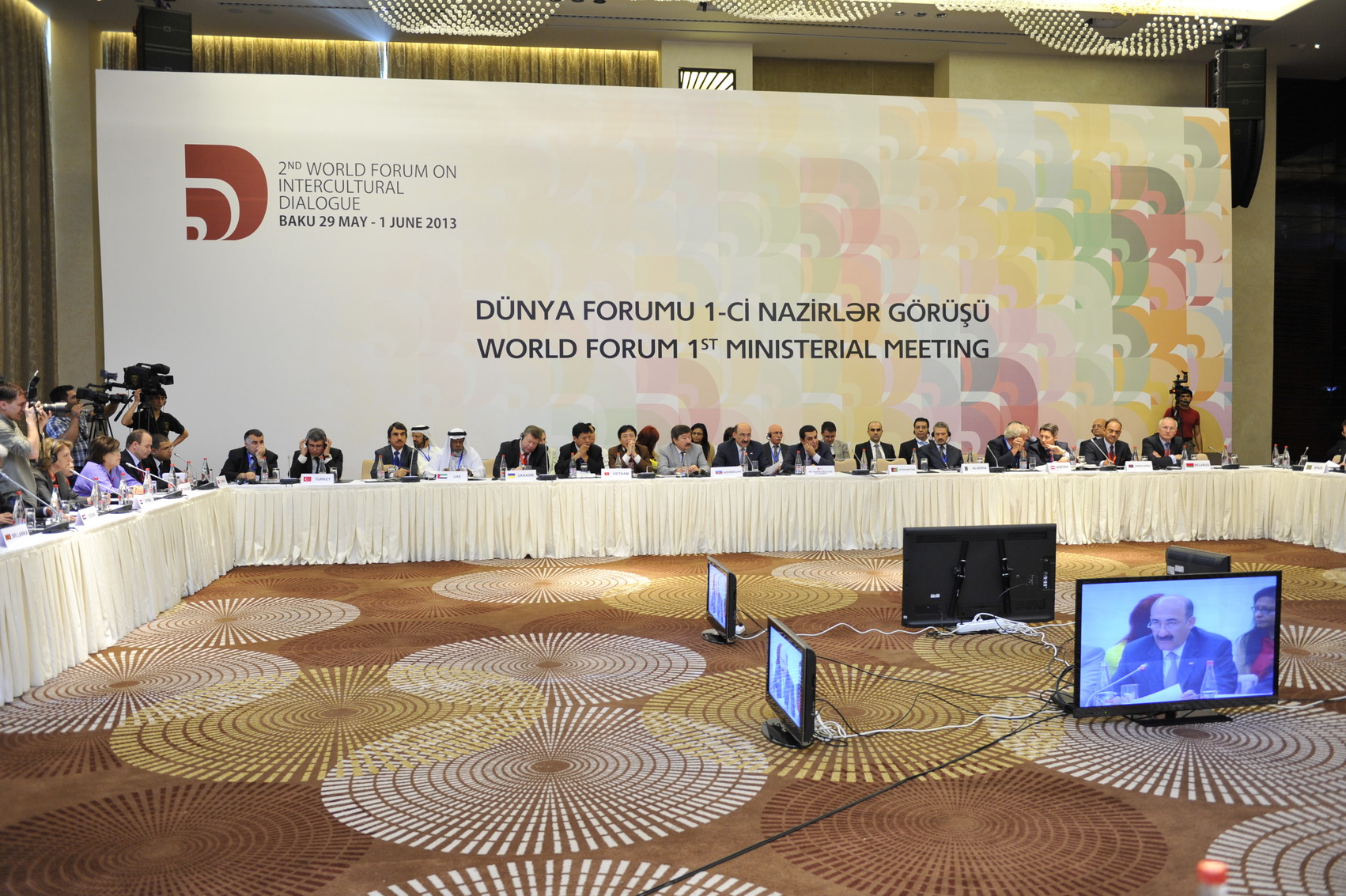
Segundo Foro Mundial en Diálogo Intercultural. La conferencia de los ministros de cultura y turismo.

El 29 de mayo – 1 de junio del año 2013 se celebró el Segundo Foro Mundial en Diálogo Intercultural  bajo el lema "Vive junto en el mundo multicultural". La UNESCO, la Alianza de Civilizaciones de ONU, Consejo de Europa, el Norte-Sur del Consejo de Europa, la ISESCO y  la Organización de Turismo Mundial de ONU eran los socios principales en la organización del foro. El 29 de mayo del año de 2013 se realizó la cumbre de la "Campaña Global: Haga algo para la Diversidad Cultural" en Bakú. La cumbre fue organizado por Azerbaiyán y la Alianza de Civilizaciones del ONU y fue dedicado al "21 mayo Día Mundial de Diversidad Cultural", proclamado por la Asamblea General de ONU.En la cumbre se realizó la presentación del proyecto de cada continente en el marco de “5 A- Plataforma de Cooperación Intercultural” con la participación de Presidente de la Asamblea General de las Naciones Unidas - Nassir Abdulaziz Al-Nasser, los ministros de Cultura y Turismo, los expertos y los representantes de otras organizaciones internacionales.

### Ceremonia oficial de inauguración
La ceremonia oficial de apertura del Segundo Foro fue organizado en Centro Heydar Aliyev el 30 de mayo de 2013. El presidente de la República de Azerbaiyán- Ilham Aliyev, el presidente de la Asamblea General de las Naciones Unidas- Nassir Abdulaziz Al Nasser, la directora general de la UNESCO- Irina Bokova y el director general de la ISESCO- Abdulaziz Othman al-Tuveyr asistieron a la ceremonia de apertura.

### Participantes del Segundo Foro Mundial en Diálogo Intercultural
•	Representantes oficiales de 115 países
•	Organizaciones internacionales – la UNESCO, la Alianza de Civilizaciones de ONU, la Organización de Turismo Mundial, la ISESCO, IRSICA, el Norte-Sur del Consejo de Europa, la OTAN (Organización del Tratado del Atlántico Norte), la Organización Internacional de la Cultura Túrquica (TURKSOY), la Organización del Tratado de Seguridad Colectiva  (OTSC), la Liga Árabe, la ASEAN (Asociación de Naciones del Sudeste Asiático), la OEA (Organización de Estados Americanos)
•	Más de 70 respetables Organizaciones no gubernamentales
•	Más de 100 famosos académicos , profesores y expertos
•	Aproximadamente 600 representantes internacionales

### Eventos realizados en el marco del Segundo Foro Mundial

#### Sesiones
•	 "Corredores culturales en Europa sudoriental, el Mar Negro y la región Cáucaso - patrimonio común, tareas comunes, futuro sostenible"
•	"Nueva Edad de Globalización: Hibridación en Cultura de Mundo Cambiante"
•	"Diálogo intercultural a través de Enseñanza de Historia: Buenas prácticas"
•	"Construyendo las Habilidades Interculturales para el siglo XXI"
•	"Cómo construir el soporte público para la diversidad cultural?"
•	"Relaciones musulmanas y occidentales: de conflicto a cooperación"
•	"Turismo - como el principal presentador de comprención mutua y tolerancia entre los pueblos y las culturas"
•	"Política de urbanización del siglo XXI para diversidad: paradigma urbano intercultural"
•	"Fortalecimiento de la participación de la sociedad civil en promoción del diálogo intercultural, la diversidad y la representación"
•	"Ciudadanía global: Hacia Actividades Interculturales"
•	"Diálogo Intercultural: la fe y la ciencia"
•	"El papel del sector corporativo en promoción de la diversidad y el diálogo intercultural"
•	"Cómo conseguir el apoyo público para la diversidad cultural?"

#### Conferencia
Por primera vez se llevó a cabo la conferencia de los ministros de cultura y turismo. Al final de la conferencia se aprobó el comunicado.

#### Eventos culturales
•	 Las películas sobre música tradicional y étnica de los pueblos del mundo
•	La composición de "Intercambio de la música multicultural"
•	"La Vida de Colores"- exposición de artista alemán, Inga Schmidt
•	El espectáculo del maestro japonés de la danza Butoh, Ko Murobushinin
•	El espectáculo de baile en "Yanar Dag" – la Reserva Estatal de Historia, Arquitectura y Naturaleza

## Tercer Foro Mundial en Diálogo Intercultural
El Segundo Foro Mundial en Diálogo Intercultural fue organizado bajo el lema de “compartir cultura para seguridad compartida” con la colaboración de la UNESCO, la Alianza de Civilizaciones de ONU, la Organización de Turismo Mundial de ONU, el Consejo de Europa y la UNESCO en Bakú el 18–19 de mayo de 2015. Las cartas de la invitación al Tercer Foro fue firmada por la UNESCO, la Alianza de Civilizaciones de ONU y los jefes de la Organización de Turismo Mundial de ONU.

### La presentación de Proceso de Bakú y del Tercer Foro Mundial en Diálogo Intercultural
La presentación del Tercer Foro Mundial en Diálogo Intercultural y "Proceso de Bakú" se realizó en enero de 2015 en la Sede de ONU en Nueva York.

### La ceremonia inaugural de “Árbol de Paz”
“Árbol de paz” se estableció en el marco del Tercer Foro Mundial en Diálogo Intercultural cerca de Plaza Estatal de Bandera, en el territorio de bulevar nuevo. La ceremonia de apertura de “Árbol de Paz” se celebró el 17 de mayo de 2015. El monumento se inauguró por la primera dama de Azerbaiyán, Mehriban Əliyeva, la directora general de la UNESCO Irina Bokova y el autor de “Árbol de Paz” Hedva Ser. El autor de “Árbol de Paz”, Hedra Ser es Artista  para la Paz de la UNESCO. El monumento describe el amor inspirada en naturaleza. "Árbol de paz" está considerado como un símbolo de mutuo comprensión entre pueblos, promueve extender la paz y resolver conflictos en el mundo. "Árbol de paz” está considerado un símbolo de paz y de la tolerancia de la UNESCO.

### La apertura oficial
El 18 de mayo de 2015 la apertura oficial del Tercer Foro Mundial en Diálogo Intercultural se realizó en el Centro Heydar Aliyev.En la ceremonia el Presidente de la República de Azerbaiyán – Ilham Aliyev, directora general de UNESCO – Irina Bokova, Presidente de la Asamblea General de las Naciones Unidas - Nassir Abdulaziz Al-Nasser, Ex Secretario General  de la Organización de Cooperación islámica- Iyad bin Amin Madani, director general de ISESCO - Abdulaziz Othman Altwairji fueron los oradores. Al mismo tiempo el director regional para el Oriente Medio de UNWTO leyó la carta de felicitación del Secretario General Taleb Rifai. Había única opinión  en la naturaleza de declaraciones – la cultura es el factor más importante para proporcionar solidaridad humana en todos los aspectos.
Al mismo tiempo la directora general de UNESCO- Irina Bokova  presentó el documento que confirma la inclusión de kelaghayi (pañolet tradicional) de arte de Azerbaiyán a la Lista Representativa del Patrimonio Cultural Inmaterial de la Humanidad a la primera dama de Azerbaiyán, la embajadora de Buena Voluntad de la  UNESCO Mehriban Əliyeva.

### Eventos realizados en el marco del Tercer Foro Mundial

#### Seminarios
El primer día del Foro
1.	Multiculturalismo: Realidades prometedoras
2.	La Ruta de la Seda- primeros pasos para el diálogo y el intercambio de opiniones: “Hoy la Iniciativa de la Ruta de la Seda y su potencial para el diálogo Intercultural”
3.	El poder del turismo como un agente para promover tolerancia, comprención y diálogo entre pueblos, culturas y civilizaciones
4.	Aprender a vivir juntos a través de educación: de política a práctica
El segundo día del Foro
1.	El papel de arte y de patrimonio en las relaciones interculturales
2.	Modelo de competencia para Cultura Democrática
3.	Participación de la juventud en diálogo intercultural y respeto a la diversidad
4.	Juventud como representantes de cambio social: sus apoyos a paz y a los procesos de diálogo”
5.	Colaboración con líderes religiosos del mundo islámico por Diálogo Intercultural
6.	Influencia de los jóvenes en futuro: Uso Responsable y Constructivo de Medios de comunicación Sociales
7.	Movilidad de juventud para realzar comprensión intercultural: la experiencia exitosa de la “Tarjeta de Juventud”
"Regreso de la luz"- composición coreográfica
El 18 de mayo de 2015 se demostró la composición coreográfica-"Regreso de la luz" que refleja la filosofía del diálogo intercultural para los participantes del foro en el Palacio de Heydar Aliyev.
ll Reunión Ministerial
En el segundo día del foro se realizó la segunda reunión de los Ministros de Cultura y Turismo.
Reunión académica
Durante el foro se celebró la reunión académica por los participantes de UNESCO de más de 40 países. La ceremonia de clausura se organizó en la Academia Diplomática de Azerbaiyán.

## Cuarto Foro Mundial en Diálogo Intercultural

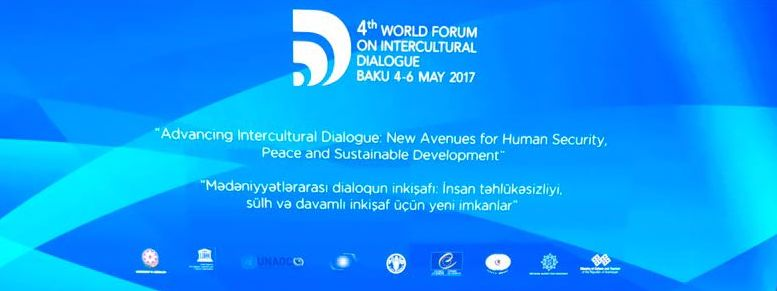
Cuarto Foro Mundial en Diálogo Intercultural.

El Cuarto Foro Mundial en Diálogo Intercultural se celebró en Bakú del 4 al 6 de mayo de 2017. El foro fue realizado bajo el lema "El Desarrollo del diálogo intercultural: nuevas oportunidades para la seguridad humana, la paz y el desarrollo sostenible". El foro fue organizado bajo el patrocinio del Presidente de Azerbaiyán, Ilham Aliyev y con la colaboración de la UNESCO, la Alianza de Civilizaciones de las Naciones Unidas, la Organización Mundial del Turismo de Naciones Unidas(ONU), Organización de las Naciones Unidas para la Alimentación y la Agricultura, el Consejo Europeo, la Organización Islámica para la Educación, la Ciencia y la Cultura (ISESCO). En el foro participaron 120 oficiales de países extranjeros, 39 representantes de las organizaciones internacionales y más de 50 organizaciones no gubernamentales. La ceremonia de apertura del foro se realizó el 5 de mayo, en Centro Heydar Aliyev. La 1.ª sesión plenaria titulada “Promover diálogo, construyendo puentes y valores universales como las herramientas alternativas contra el extremismo violento” fue organizado por la Alianza de Civilizaciones de las Naciones Unidas, Azerbaiyán y las otras organizaciones internacionales.

### Las sesiones realizadas en el marco del Cuarto Foro Mundial
•	El 2.º Foro Académico de la UNESCO sobre el diálogo intercultural e interreligioso;
•	La 3.ª Reunión de la Red Internacional - Plataforma Digital Ruta de la Seda (Silk Roads Online Platform) de la UNESCO;
•	Utilizando el poder transformador de turismo en construir un futuro mejor: la responsabilidad compartida;
•	El Surgimiento de Nacionalismo Nuevo: Crecimiento de Populismo y de Polarización;
•	El papel de Medios de comunicación y Lengua contra la Xenophobia y Fomentar Sociedades Inclusivas etc.
Durante el Foro Mundial se realizó casi 40 sesiones y eventos.

## Quinto Foro Mundial en Diálogo Intercultural
El Quinto Foro Mundial Diálogo Intercultural fue arrancado  el 2 de mayo de 2019 bajo el lema "Construyendo un diálogo para combatir la discriminación, la desigualdad y los conflictos violentos".